# Балка Феропонська
Балка Феропонська, Балка Зимовницька — балка (річка) в Україні у Матвієво-Курганському й Амвросіївському районах Ростовської й Донецької областей. Ліва притока річки Сухий Яланчик (басейн Азовського моря).

## Опис
Довжина балки приблизно 5,47 км, найкоротша відстань між витоком і гирлом — 4,86  км, коефіцієнт звивистості річки — 1,13 . Формується декількома балками та загатами.

## Розташування
Бере початок на південно-західній стороні від села Василівка. Тече переважно на південний захід і на південній околиці селища Улянівське впадає у річку Сухий Яланчик, праву притоку річки Мокрого Яланчика.

## Цікаві факти
- Від витоку балки на північно-східній стороні на відстані приблизно 2,25 км розташоване природне джерело[1].